# Hussein I. (Jordanien)

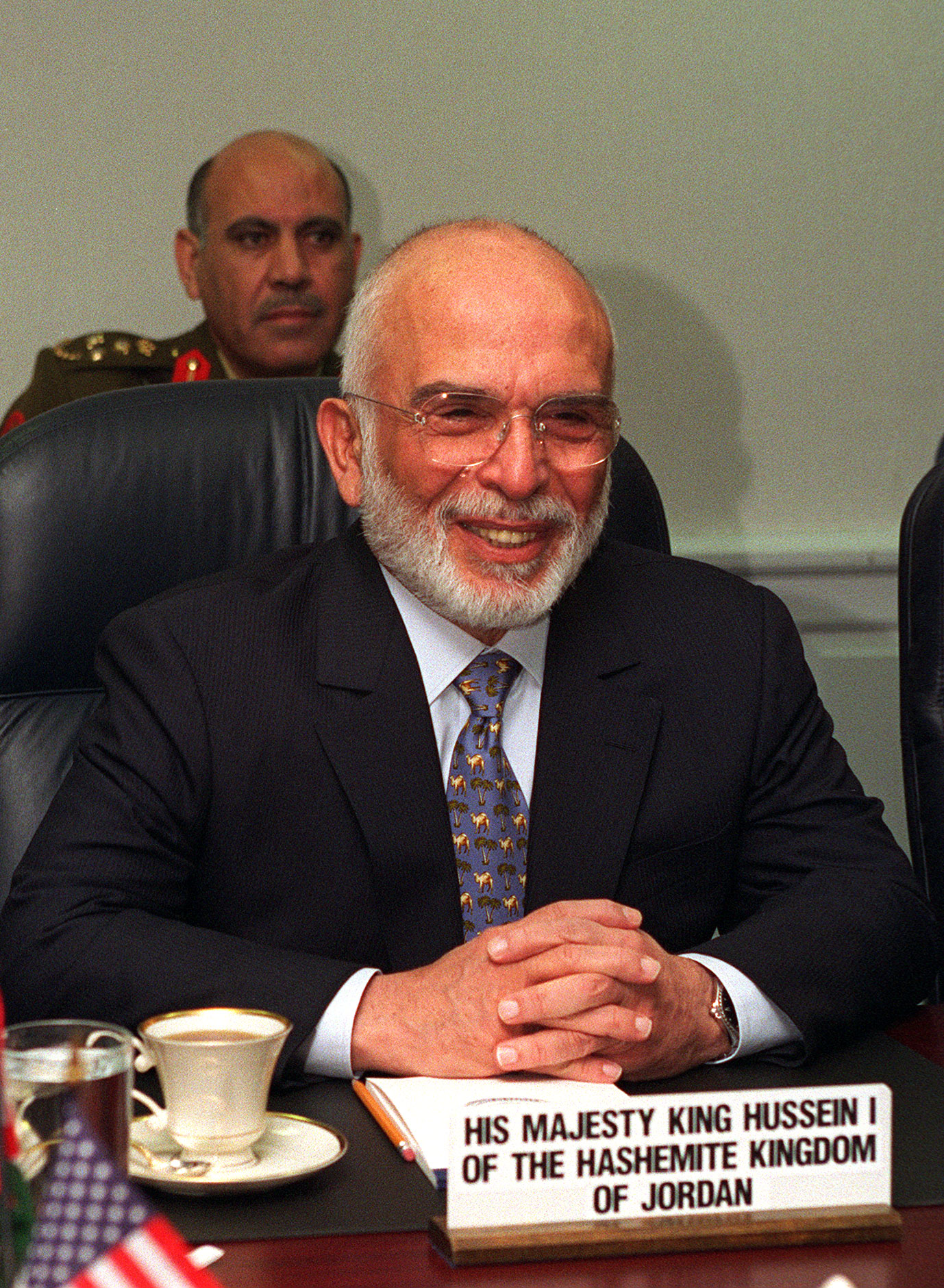
Hussein I. bei einem USA-Besuch am 2. April 1997

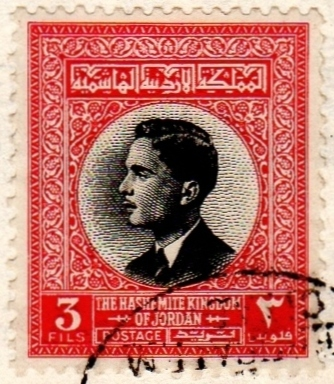
Briefmarke mit Hussein von Jordanien 1959

Hussein bin Talal (arabisch الحسين بن طلال, DMG al-Ḥusain b. Ṭalāl; * 14. November 1935 in Amman, Jordanien; † 7. Februar 1999 ebenda) war von 1952 bis 1999 König von Jordanien aus der Familie der Haschimiten, eine von den Scherifen von Mekka abstammende arabische Dynastie.

## Leben
Hussein bin Talal kam als Sohn von Talal sowie Zein al-Sharaf Talal und Enkel von Abdallah ibn Hussain, des Sohns des Scherifen Hussein von Mekka, zur Welt. Neben Hassan II. von Marokko wurde er in der arabischen Welt als einer der beiden Herrscher jener Zeit angesehen, die als direkte Nachkommen des Propheten Mohammed galten. Seine Schulausbildung erhielt er am Victoria College in Alexandria. Ab 1951 besuchte er die Royal Military Academy Sandhurst im Vereinigten Königreich. Am 20. Juli 1951 erlebte er während eines Besuches in Jerusalem mit, wie sein Großvater König Abdallah vor der al-Aqsa-Moschee von einem arabischen Attentäter erschossen wurde. Hussein wäre beinahe ebenfalls erschossen worden. Der Attentäter befürchtete wohl, der König versuche, zwischen den Arabern und Israel Frieden zu stiften. Talal wurde Abdallahs Nachfolger; am 11. August 1952 wurde er wegen einer unheilbaren Nervenkrankheit abgesetzt. Der erst sechzehnjährige Hussein wurde am selben Tag zum neuen König proklamiert, blieb aber in Sandhurst, bis er am 2. Mai 1953 den Thron bestieg.

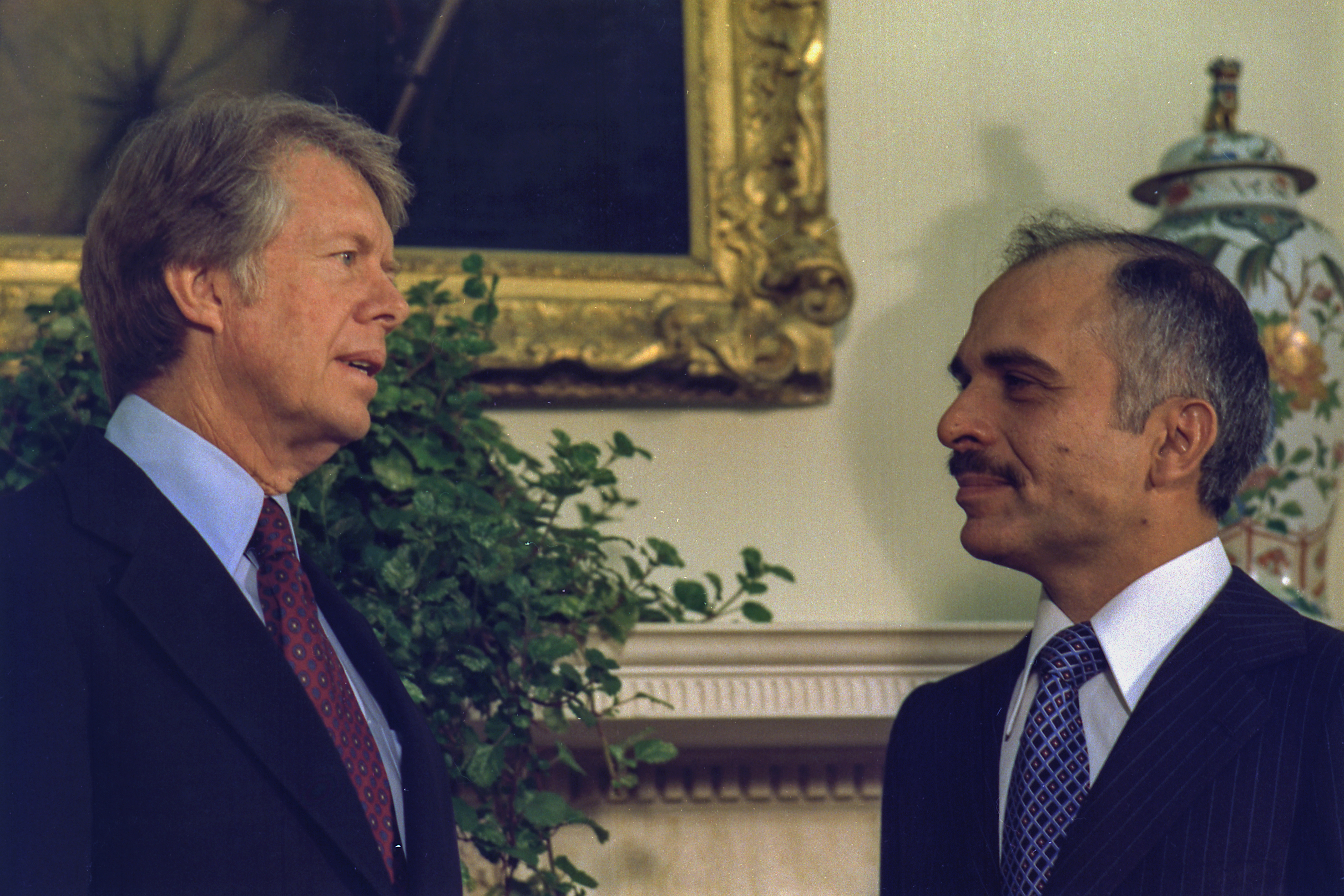
US-Präsident Jimmy Carter und König Hussein von Jordanien am 25. April 1977 im Weißen Haus

König Hussein verfolgte eine gemäßigte prowestliche Politik, nachdem er 1957 die linksnationalistische Reformregierung Sulaimān an-Nābulusī zum Rücktritt gezwungen hatte. Seine gesamte Amtszeit wurde vom Nahostkonflikt überschattet. König Hussein I. pflegte eine diskrete, aber enge Zusammenarbeit mit Israel. Obwohl beide Staaten offiziell seit ihren Gründungsjahren verfeindet waren, traf sich Hussein ab 1963 regelmäßig zu Geheimgesprächen mit israelischen Regierungspolitikern. Seit Mitte der 1960er Jahre nahmen die Spannungen mit Israel um die Nutzung des Wassers des Jordan durch Israel und die Unterstützung der PLO durch Jordanien zu. 
Im Sechstagekrieg im Juli 1967 eroberte Israel von Jordanien aus die Altstadt von Jerusalem und das Westjordanland. Aus den nunmehr israelisch besetzten Gebieten floh eine große Zahl von Palästinensern nach Jordanien, und die PLO wurde zu einem bedeutenden Faktor in der Innenpolitik des Landes, die die Macht des Königs zunehmend bedrohte. Da Hussein I. nachgesagt wurde, von der CIA bis in die Siebzigerjahre finanziell unterstützt worden zu sein, war er bei vielen Palästinensern in Jordanien unbeliebt und teils verhasst. So war die Volksfront zur Befreiung Palästinas eine von zahlreichen Guerilla-Gruppen, die während der Sechzigerjahre in Jordanien versuchten, palästinensische Parallelgesellschaften aufzubauen und den Westkurs des Königs anprangerten. Am 1. September 1970 verübte die marxistisch-leninistische Demokratische Front zur Befreiung Palästinas ein Attentat auf den König. Unmittelbare Folge des missglückten Anschlags war der „Schwarze September“, der jordanisch-palästinensische Bürgerkrieg von 1970 bis 1971. Dabei zerschlug Hussein mit Hilfe der Beduinen die palästinensischen Milizorganisationen in Jordanien, die zunehmend die Macht im Staat bedroht hatten. Im Jahr 1971 wurde Jordaniens Premierminister Wasfi al-Tall auf Anweisung von Ali Hassan Salameh getötet.
Ende September 1973 reiste er unter Geheimhaltung nach Israel und warnte Golda Meir vor den Plänen Ägyptens und Syriens hinsichtlich des bevorstehenden Jom-Kippur-Kriegs. 1974 wurde die PLO von Hussein anerkannt und 1988 auf alle jordanischen Ansprüche auf das Westjordanland zu Gunsten der PLO verzichtet. Während seiner 47-jährigen Regierungszeit überlebte Hussein, der eine Leibgarde aus Tscherkessen besaß, mehr als 30 Attentate und konnte mehrere Komplotte und Umsturzversuche abwenden.

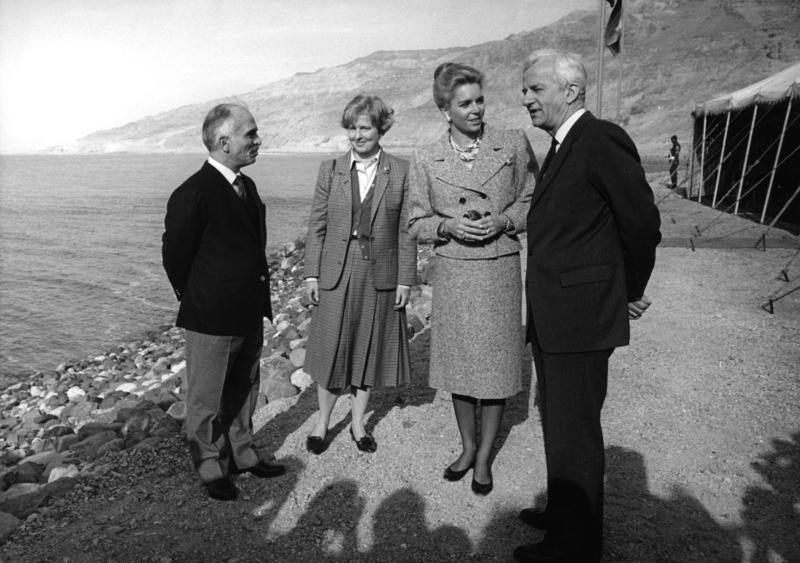
Besuch der von Weizsäckers 1985.
v. l. r.: König Hussein bin Talal, Marianne von Weizsäcker, Königin Nūr, Bundespräsident Richard von Weizsäcker

Während des Zweiten Golfkrieges (1990–1991), der Besetzung Kuwaits durch den Irak und des folgenden Angriffs der von den USA geführten alliierten Truppen zur Befreiung Kuwaits geriet Jordanien in weitgehende politische Isolation, als Hussein zwischen den Alliierten und dem Irak vermitteln wollte. Eine Entspannung der Situation trat erst ein, als 1994 der israelisch-jordanische Friedensvertrag geschlossen wurde. 1991 begann mit der Zulassung von Parteien auch eine Demokratisierung des Landes.
Anlässlich der Trauerfeier für den 1995 ermordeten israelischen Ministerpräsidenten Jitzchak Rabin am Herzlberg in Jerusalem betrat König Hussein erstmals seit der Ermordung seines Großvaters wieder den Boden Jerusalems. In seiner persönlichen Ansprache während der Begräbnisfeierlichkeiten sagte er:

„Meine Schwester, Frau Leah Rabin, meine Freunde, ich habe nie geglaubt, daß einmal der Moment kommen würde, da ich den Verlust eines Bruders, eines Kollegen und eines Freundes beklagen würde – eines Mannes und eines Soldaten, den wir achteten, wie er uns achtete. Du hast als Soldat gelebt, und du bist als Soldat des Friedens gestorben, und ich denke, es ist für uns alle an der Zeit, hier und heute und für alle Zukunft klar und deutlich Position zu beziehen. […] Hoffen und beten wir, daß Gott einem jeden von uns – gemäß seinem jeweiligen Wirkungskreis – die Kraft geben wird, alles in seiner Macht stehende zu tun, um die bessere Zukunft, an der Jitzchak Rabin so entschlossen und mutig baute, zu verwirklichen […].“

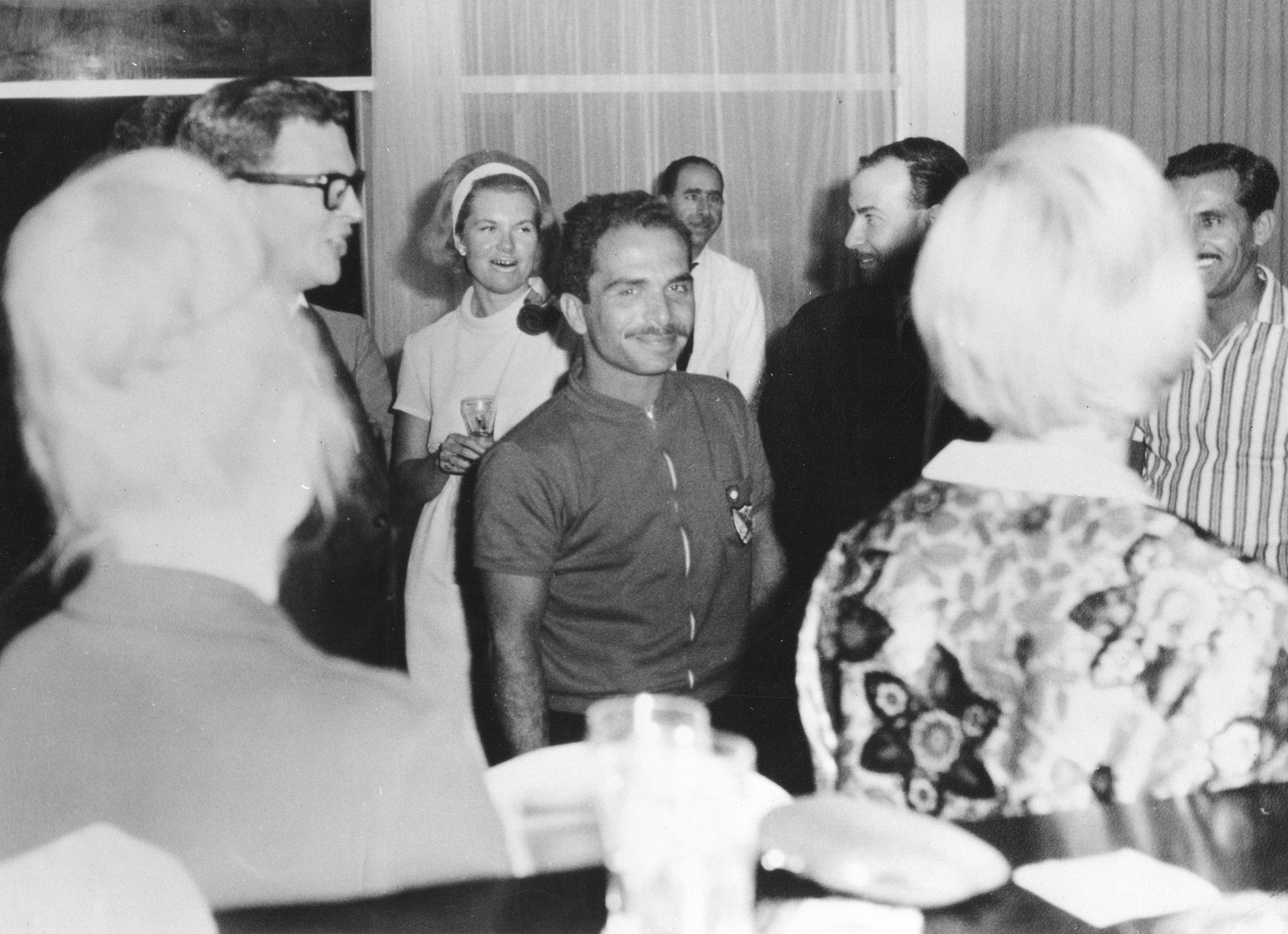
Empfang in Aqaba durch König Hussein von Jordanien am 14. November 1964 anlässlich seines 29. Geburtstages

Hussein erlag am 7. Februar 1999 einem Non-Hodgkin-Lymphom. Kurz vor seinem Tod hatte er noch sein Testament dahingehend geändert, dass nicht sein Bruder Hassan ibn Talal ihm nachfolgen sollte, sondern sein Sohn Abdullah. Die Bedeutung Husseins und die Anerkennung für seine langjährigen Bemühungen um Frieden im Nahen Osten wurden durch die Anwesenheit von 17 regierenden Staatschefs, Vertretern verschiedener Monarchien und früherer politischer Verhandlungspartner, darunter die ehemaligen US-Präsidenten Gerald Ford, Jimmy Carter und George H. W. Bush, bei den Begräbnisfeierlichkeiten unterstrichen. Auch der Staat Israel setzte seine Fahnen auf halbmast.

## Ehefrauen und Nachkommen
- Scharifa Dina bint Abd al-Hamid (1929–2019) (Heirat 19. April 1955, Scheidung 1957)
  - Prinzessin Alia (* 1956)
- Antoinette Avril Gardiner, später Muna al-Hussein (* 1941) (Heirat 25. Mai 1961, Scheidung am 21. Dezember 1972)
  - Abdullah (* 1962), Nachfolger Husseins
  - Faisal (* 1963)
  - Aisha (* 1968)
  - Zain (* 1968)
- Alia Baha’ ad-Din Tuqan (1948–1977) (Heirat 24. Dezember 1972, kam bei einem Helikopterabsturz am 9. Februar 1977 ums Leben)
  - Haya (* 1974)
  - Ali (* 1975)
  - Abir (* 1972, adoptiert 1976)
- Lisa Najeeb Halaby, genannt Noor al-Hussein, dt.: „Licht Husseins“ (* 1951) (Heirat 15. Juni 1978)[5]
  - Hamzah (* 1980)
  - Hashim (* 1981)
  - Iman (* 1983)
  - Raiyah (* 1986)

## Veröffentlichungen
- Mein gefährliches Leben. Paul List Verlag, München 1962.
- Mein Krieg mit Israel. Aufgezeichnet von Vick Vance und Pierre Lauer. Verlag Fritz Molden, Wien/München/Zürich 1969.